# Patriotiska partiet
Patriotiska partiet, Partido Patriota (PP) är ett guatemalanskt högerparti, bildat den 24 februari 2001 av den förre generalen Otto Pérez Molina.
I valet 2003 var PP en del av den segrande valalliansen Gran Alianza Nacional (GANA), men efter valet kom Molina och hans PP snart på kant med alliansens nytillträdde president Óscar Berger Perdomo och lämnade GANA.